# Jaroslav Julius Libštejnský z Kolovrat († 1686)
Jaroslav Julius Libštejnský z Kolovrat (německy Jaroslaus Julius von Kolowrat-Liebsteinsky; * okolo roku 1625 – 18. září 1686) byl český šlechtic z rodu Libštejnských z Kolovrat žijící v 17. století. Sloužil ve státních službách jako císařský rada a zemský sudí. 
V genealogických záznamech se objevuje osoba téhož jména (? – 18. září 1656 nebo 1658), císařský rada.

## Život

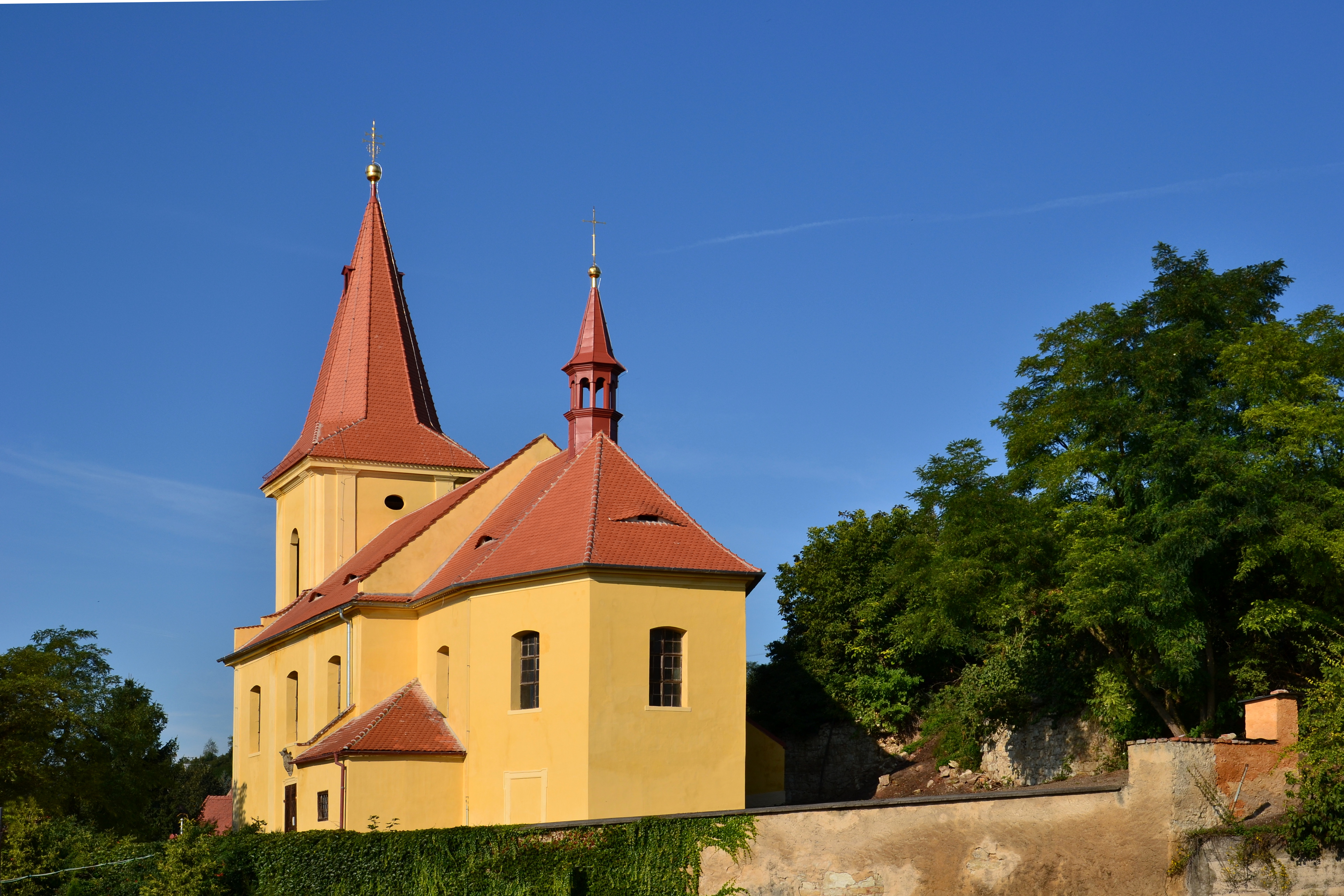
Libořický kostel, místo posledního odpočinku Jaroslava Julia.

Podle genealogických záznamů se Jaroslav Julius Libštejnský z Kolovrat narodil se jako syn Viléma Bedřicha Libštejnského z Kolovrat a jeho manželky Anny Marie Colonnové z Felsu.
Působil ve službách Habsburků a v zemské správě Českého království, byl císařským radou a komorníkem, v Čechách byl přísedícím komorního soudu. 
Jeho majetkem byl statek s tvrzí Libořice.
Jaroslav Julius Libštejnský z Kolovrat zemřel dne 18. září 1686 a byl pochován v libořickém kostele Nanebevzetí Panny Marie.

### Manželství a rodina
Jaroslav Julius byl ženatý s Kateřinou Ludmilou Sekerkovou ze Sedčic († 4. března 1701 Praha), s níž měl tři syny.
- Vilém Jindřich († 21. června 1679 Philipsburg)
- Maxmilián Lev (okolo 1657 – 17. dubna 1720 Praha), pohřben v Libořicích
- Ferdinand Linhart (okolo 1659 – 16. listopadu 1725 Praha), pohřben v Libořicích, hejtman žateckého kraje, od 5. září 1683 ženatý s hraběnkou Annou Marií Barborou Walderode († 2. února 1718).